# سوسک‌های طاووسی
سوسک‌های طاووسی (نام علمی: Elaphrus) سرده‌ای از خانواده سوسک‌های Carabidae است. دستِ‌کم ۴۰ گونه توصیف‌شده در سردهٔ Elaphrus وجود دارند.

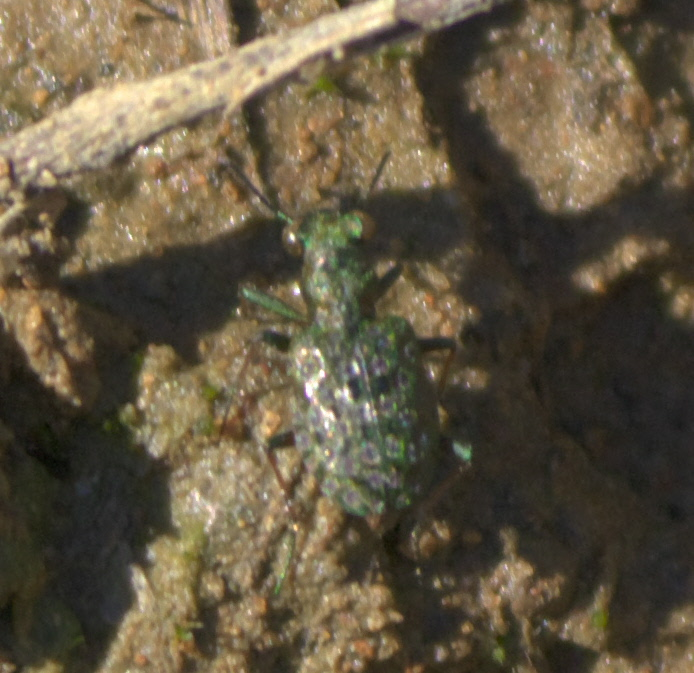
الافروس